# Scandinavian Academy of Fashion Design
Scandinavian Academy of Fashion Design (tidligere Margrethe-Skolen) er en dansk privat mode- og designskole i København. Den har gennem 80 år uddannet en lang række af de førende beklædningsdesignere, stylister og erhvervsfolk i den danske og udenlandske modeverden.
Skolen blev grundlagt af Grethe Glad i 1931 og er Danmarks ældste private skole af sin slags. Den tilbyder en beklædningsdesign-uddannelse i seks semestre, som beskæftiger sig med alle fagets elementer og er SU-berettiget. Brugerbetalingen andrager knap 188.000 kroner.
Navnet refererer til skolens første protektor, Margrethe, prinsesse af Bourbon-Parma. I dag er H.K.H. Prinsesse Benedikte protektor for skolen og har oprettet en fond, hvorfra Benedikte-Prisen uddeles.
Skolen skiftede i 2017 navn til Scandinavian Academy of Fashion Design.

## Kendte Dimittender
- Margit Brandt (Chefdesigner, Margit Brandt)
- Henriette Zobel (Chefdesigner, Pure Heart)
- Benedikte Utzon (Chefdesigner, Great Greenland)
- René Gurskov (Chefdesigner, InCircus)
- Bitte Kai Rand (Chefdesigner & Boutique, Bitte Kai Rand)
- Rikke Ruhwald (Chefdesigner, Christian Lacroix & Sonia Rykiel)
- Susanne Rützou (Chefdesigner & Boutique, Rützou)
- Lene Sand (Chefdesigner & Boutique, SAND)
- Prinsesse Elisabeth (Prinsesse til Danmark)
- Prinsesse Benedikte (Prinsesse til Danmark)
- Bente Lundquist (Ejer, Scoop Models)
- Trice Tomsen (Ejer, Elite Models Copenhagen)
- Lin Utzon (Designer & Kunstner, Lin Utzon & Royal Copenhagen)
- Janni Kjær (Tidligere direktør, Spies Rejser)
- Sysser Ginsborg (Medejer, Deres)
- Mugge Kølpin (Chefdesigner, Mugge Design)
- Ghazal Samii (Stylist, Style Council)
- Liv Barfoed (Stylist & Modejournalist, PR Studiet)
- Whigfield (Sangerinde, sangskriver og producer)
- Birgitte Van Deurs (Hertuginde af Gloucester)